# Plazmová úprava textilií
Plazmová úprava textilií
je modifikace povrchu plošných a délkových textilií plynnou směsí z ionů, radikálů a elektronů. Při atmosférickém nebo sníženém tlaku vzduchu.
Plazmata k úpravě textilií se začala používat v 80. letech 20. století. V posledních letech byly v této oblasti publikovány výsledky řady výzkumných prací, rozsáhlejšímu praktickému využití však brání vysoké investiční náklady na výrobní zařízení a skutečnost, že některé účinky plazmové úpravy jsou jen přechodné (ztrácejí se již po jednodenním působení). 

## Způsoby plazmové úpravy
- Plazmování při nízkém tlaku vzduchu (<100 Pa) probíhá kontinuálně pro šířku zboží nad 1 m. Výhoda je velmi stejnoměrný nános plazmatu a nižší spotřeba plynu. Tato technologie se používá v průmyslovém měřítku např. v Itálii, v Belgii a v Rakousku.[2]

- Technologie úpravy při atmosférickém tlaku vzduchu je méně komplexní a proto levnější. Zde se používá nejčastěji metoda DBD (Dielectric Barrier Discharge). Princip: Napětí až 20 kV mezi dvěma elektrodami vzdálenými od sebe 1 cm. Nevýhoda: Plazma není zcela rovnoměrně rozloženo na upraveném zboží.[1] Příklad plazmové úpravy za atmosférického tlaku:[3]

## Účinky plazmové úpravy
- čištění (zvýšení absorpce barviv a chemikálií)
- zvýšení mikro-drsnosti (ochrana proti zplstění)
- tvorba volných radikálů (možné zvýšení odpudivosti nebo nasáklivosti tekutinami)
- plazmová polymerizace (tvorba polymerů s požadovanými vlastnostmi)

Plazmová úprava působí rozdílně na různé druhy textilních materiálů. Např. u vlny se dá podstatně snížit sráživost, u bavlny se může buďto zvýšit odpudivost proti tekutinám nebo nasáklivost, u polyesteru je zajímavé zvýšení adheze kovů (obzvlášť hliníku) atd.
Plazmování může např. nahradit konvenční předúpravu bavlněných tkanin (odšlichtování, praní, bělení) za současného snížení nákladů z 0,05-0,15 €/kg na 0,013 €/kg.